# Beignet
Beignet [bɛˈɲɛ] (på engelsk også kendt som fritters) er den internationale generiske betegnelse for enhver type friterede dejlommer, der kan indeholde frugt, kød, grøntsager eller slet intet fyld. Eksempelvis kaldes de velkendte gærdejs-donuts fra Café du Monde i New Orleans for beignets.
Beignets er især kendt fra de franske, italienske og fransk-amerikanske køkkener.

## Obstkrapfen
I tysktalende lande refererer udtrykket beignets normalt til frugtdonuts (tysk: Obstkrapfen), hvor frugtstykker indbages i vandbakkelsesdej eller gærdej ved friturestegning.

## Fritters i Frankrig
I Frankrig er udtrykket "beignet" også en generisk betegnelse for en lang række friturestegte fødevarer i form af stegte dejlommer. Der er opskrifter på æblefritter, svampefritter, kartoffelfritter, broccolifritter og zucchinifritter (af squash) – og disse retter kan have forskellige navne i forskellige regioner i Frankrig, såsom Bugnes, Merveilles, Oreillettes, Beignets de Carnaval, Tourtisseaux, Corvechets, Ganses eller Nouets.
På Korsika kaldes beignets lavet med kastanjemel fritelli. Blandt de forskellige varianter af beignet i Frankrig kan alle doughnut-lignende kager også findes, inklusive Boule de Berlin (Berliner Pfannkuchen).

## Tilberedning
Ingredienser, der bruges til at tilberede beignets, kan omfatte: lunkent vand, melis, kondenseret mælk, rasp, plantefedt, fritureolie, flormelis.